# Heteropoda cooloola
Heteropoda cooloola là một loài nhện trong họ Sparassidae.
Loài này thuộc chi Heteropoda. Heteropoda cooloola được Hugh Davies miêu tả năm 1994.